# Colli del Trasimeno bianco frizzante
Le Colli del Trasimeno bianco frizzante est un vin effervescent blanc de la région Ombrie doté d'une appellation DOC depuis le 13 janvier 1972. Seuls ont droit à la DOC les vins récoltés à l'intérieur de l'aire de production définie par le décret. 

## Aire de production
Les vignobles autorisés se situent en province de Pérouse près du Lac Trasimène dans les communes de Castiglione del Lago, Città della Pieve, Paciano, Piegaro, Panicale, Pérouse, Corciano, Magione, Passignano sul Trasimeno et Tuoro sul Trasimeno.

## Caractéristiques organoleptiques
- couleur : jaune paille plus ou moins intense avec des reflets verdâtres
- odeur : délicat, frais, fruité
- saveur : sec, frais, harmonique

Le Colli del Trasimeno bianco frizzante se déguste à une température de 8 à 10 °C et il se boit jeune.

## Production
Province, saison, volume en hectolitres :
- pas de données disponibles